# Reserva Extrativista Auatí-Paraná
A Reserva Extrativista Auati-Paraná é uma unidade de conservação federal do Brasil categorizada como reserva extrativista e criada por Decreto Presidencial em 07 de agosto de 2001 numa área de 146.950 hectares no estado do Amazonas. 
A RESEX Auatí-Paraná encontra-se inserida em áreas dos municípios de Fonte Boa, Japurá e Maraã. Faz fronteira com a Reserva de Desenvolvimento Sustentável Mamirauá (RDS Mamirauá ou RDSM), Unidade de Conservação Estadual gestionada pelo Centro Estadual de Unidades de Conservação, tendo o Instituto de Desenvolvimento Sustentável Mamirauá (IDSM) como órgão co-gestor.
A RESEX possui 16 comunidades, 13 delas situadas às margens do canal Auatí-Paraná. Estima-se uma população residente de 1400 pessoas.
As comunidades da RESEX vivem basicamente da pesca (com ênfase no manejo do pirarucu), do extrativismo vegetal (castanha), da agricultura (plantam principalmente mandioca para fazer farinha) e de pequenas criações (um pouco de gado bovino, além de caprinos e suínos; galinhas).
Como faz fronteira com a RDS Mamirauá (o canal Auatí-Paraná é o limite), as comunidades usam ambos os lados do canal. Três delas estão, inclusive, situadas no lado da RDS, em área de várzea.
A maior parte da RESEX está situada em área de Terras Baixas, contendo terra firme coberta por Floresta Ombrófila Desda de terras Baixas; uma pequena parte está situada na área de várzea, onde predomina a Floresta Ombrófila Densa Aluvial.
O canal Auatí-Paraná comunica o rio Solimões ao Japurá. Trata-se de um curso de águas barrentas ("brancas"), por influência do Solimões. Entretanto todos os corpos d'água do interior da RESEX são de "águas pretas", devido à alta concentração de ácido húmico.
Considerando estar em uma área de transição geomorfológica, apresenta uma tipologia de vegetação variada e consequentemente uma rica flora e fauna.
Para saber mais sobre a RESEX:
https://www.facebook.com/ResexAuatiParanaIcmBio - Autoria: Enrique Salazar / ICMBio